# Peggau
Peggau  är en ort och kommun i Österrike. Den ligger i distriktet Graz-Umgebung i förbundslandet Steiermark.
Kommunen består av två orter (Ortschaften) (inom parentes invånarantal 1 januari 2024):
- Friesach (242)
- Peggau (2 171)

Kommunen ligger vid floden Mur. På andra sidan floden ligger Deutschfeistritz.